# Lares (periodico)
Lares è un periodico quadrimestrale di studi demo-etno-antropologici edito da Leo S. Olschki. È la prima rivista di studi demo-etno-antropologici nata in Italia. La direzione e la redazione hanno sede a Firenze.

## Storia
Fondata a Firenze nel 1912 sotto la direzione dell'etnografo Lamberto Loria, la rivista è stata diretta successivamente dal filologo Francesco Novati (1913–1915), Emilio Bodrero (anni trenta - 1949), Paolo Toschi (1949–1974), dall'antropologo Giovanni Battista Bronzini (1974–2001), Vera Di Natale (2002), Pietro Clemente (2003-2017).
Attualmente è diretta da Fabio Dei. La redazione è composta da Elena Bachiddu, Paolo De Simonis, Fabiana Dimpflmeier, Antonio Fanelli, Mariano Fresta, Martina Giuffrè e altri. Il comitato scientifico internazionale al momento è composto da Dionigi Albera (CNRS France), Sergio Della Bernardina (Université de Bretagne Occidentale), Daniel Fabre (CNRS-EHESS Paris), Angela Giglia (Universidad Autónoma Metropolitana, Unidad Iztapalapa), Gian Paolo Gri (Università degli studi di Udine), Reinhard Johler (Universität Tübingen), Ferdinando Mirizzi (Università degli studi della Basilicata), Fabio Mugnaini (Università degli studi di Siena), Alessandro Simonicca (Università degli studi di Roma «La Sapienza») e altri.
Fra i collaboratori di ieri e di oggi, si segnalano: Giovanni Pansa, Diego Carpitella, Alberto Castaldini, Alberto Mario Cirese, Giulio Angioni, Antonino Buttitta, Giovanni Princigalli. 